# محمد خردادیان
محمد خردادیان (زادهٔ ۳ اسفند ۱۳۳۵) مشهورترین رقصنده مرد ایرانی و آموزش‌دهندهٔ انواع رقص‌های ایرانی و عربی است که به‌طور متناوب بین لس آنجلس و استانبول اقامت دارد. 
برنامه‌های رقص خردادیان توسط ایرانیان مقیم خارج و بسیاری در داخل ایران در شبکه‌های تلویزیونی ماهواره‌ای فارسی‌زبان مستقر در لس‌آنجلس به طور گسترده مشاهده می‌شد. وی در دوران جوانی یک رقصنده بود و پس از انقلاب از ایران به آمریکا مهاجرت کرد. پدر او اصالتاً قزوینی و مادرش سبزواری است. او تا قبل از انقلاب ۱۳۵۷ در مشهد سکونت داشت.

## شروع شهرت
اوایل دهه ۷۰ خورشیدی، او هم‌زمان با رقص در مکان‌های مختلف، اقدام به ساختن چند فیلم آموزش رقص برای علاقه‌مندان به این حرفه کرد. فیلم‌های آموزشی محمد خردادیان بسیار برای علاقه‌مندان به رقص، سودمند بود و مردان و زنان را با ورزش‌ها و حرکات پایه‌ای و اساسی رقص آشنا کرد. امروزه، برخی به ویدئوهای رقص و آموزش رقص محمد خردادیان توجه دارند و بسیاری از افراد با دیدن این فیلم‌ها رقصیدن را شروع و به مرحلهٔ بالاتری رسیدند.
این فیلم‌ها برای آموزش افراد مبتدی و متوسط طراحی و ساخته شده‌است و خردادیان با حرکات منحصر به فرد خود، رقص‌های ایرانی، گیلکی، بابا کرم، آذری، عربی، سالسا و … را به مخاطبان آموزش می‌دهد؛ حرکاتی که هنوز هم توسط مردم تقلید و اجرا می‌شوند.
در این فیلم‌ها خردادیان ابتدا ورزش‌های کششی و لازم برای رقص را با دیگر رقصنده‌ها و شاگردان خود در جلوی دوربین، چند بار تمرین کرده تا مردم انجام دهند؛ سپس حرکات پا و راه رفتن - که در رقص، جزو اساسی‌ترین موارد است - را یاد می‌دهد. بعد از آن، حرکات (استپ) ویژه مردان و ویژه زنان را به آنان آموزش داده تا در رقص به کار گیرند. بعد از همه این‌ها آهنگ مربوط به آن رقص پخش گردیده و خردادیان با افراد پشت سرش شروع به رقصیدن می‌کند.

## دستگیری در ایران
وی در تاریخ ۲۲ فروردین ۱۳۸۱ برای دیدار پدر بیمارش به ایران رفت (در مصاحبه‌ای دیگر مدعی شد که بخاطر عشق به یک پسر ۲۱ ساله به ایران بازگشت). همچنین وی تصور می‌کرد که می‌تواند از تعطیلات در ایران لذت ببرد و سپس به سبک زندگی خود در آمریکا بازگردد. در هنگام بازگشت در فرودگاه مهرآباد تهران به دلیل ترویج فساد در بین جوانان از طریق اجراهایش دستگیر شد. یک هنرمند ایرانی که نخواسته نامش فاش شود در گفتگو با آسوشیتدپرس گفت که این دستگیری به دلیل برپایی کلاس‌های رقص برای زنان در جریان بازدیدهایش از کشور بود و نه برای پخش اجراهایش در ایالات متحده. فیروزه پاپن متین اما روایت دیگری دارد. وی می‌گوید به محض ورود به فرودگاه بین‌المللی تهران، او را کنار گذاشتند و از او خواستند تا روز بعد با یک مأمور در وزارت اطلاعات و خانواده نزدیکش تماس بگیرد. او همچنین باید ظرف چند هفته ایران را ترک می کرد. قرار بود یک مأمور امنیتی با او در تماس باشد. در همین حال، اگر در انظار عمومی شناخته می شد، باید وانمود می‌کرد که خردادیان نیست. همه چیز طبق برنامه پیش نرفت. او در انظار عمومی دیده شد و روزنامه ها از سفر او گزارش دادند. مأمور امنیتی او چندین بار با او تماس گرفت و پیشنهاد کرد که کشور را ترک کند. او این کار را نکرد. هنگامی که خُردادیان تصمیم به ترک گرفت، در فرودگاه دستگیر و به بازداشتگاه منتقل شد. وی ۲۱ روز را در زندان انفرادی گذراند و سپس به زندان اوین منتقل شد و به مدت ۴۰ روز نیز درآنجا بود. وی مدعی است که در آن مدت متحمل «شکنجه‌های روحی فراوان» شده‌است. بارها در مورد گروه‌های مخالف سیاسی در لس آنجلس، ارتباطش با آنها، حضور تحریک‌آمیز او روی صحنه، رقاصه‌های زن گروهش، مسائل جنسی و اینکه چرا دوباره ازدواج نکرده بود مورد بازجویی قرار گرفت. اما درباره فعالیت های صریح همجنسگرایانه سؤالی مطرح نشد؛ در اینجا برای همه خطر وجود داشت. خردادیان به زندان اوین منتقل شد و مأموران زندان با شعار «ممد ما طرفدار تو هستیم» او را همراهی کردند. او را با گریه به قرنطینه اوین بردند، جایی که زندانیان قبل از فرستاده شدن به سلول‌هایشان مورد بازرسی قرار می‌گرفتند. به او در قرنطینه یک اتاق بزرگ به طور اختصاصی و جدا از ساختمان اصلی زندان اختصاص داده شد. در طول سه هفته‌ای که در اوین بود، با احترام و توجه با او رفتار می‌شد. کسی او را آزار نداد؛ هیچ‌کس سعی نکرد از خانواده اش پول بجوید. یک نمونه که بی‌ادبی بدون پاسخ نمی‌ماند، مورد تحمل قرار نمی‌گیرد. او برای آسیب دیدن بسیار مهم بود. این نقشی بود که این مرد صحنه باید انجام دهد تا پس از شصت و یک روز بازداشت، در ۷ ژوئیه ۲۰۰۲ آزاد شود.
نهایتاً وی به جرم «اشاعهٔ فساد بر روی زمین» به دادگاه انقلاب فرستاده شد. قاضی دادگاه وی را به مجازات شلاق و مدت ۱۰ سال «ممنوع‌الخروج» بودن از ایران محکوم کرد. اما وی با اعتراض به این حکم و تجدید نظر در آن، سرانجام توانست از ایران خارج شود.
خردادیان پس از دستگیری در ایران تصمیم گرفت که هرگز به ایران برنگردد.

## زندگی شخصی
محمد خردادیان چندی پس از خارج شدن از ایران، برای اولین بار در مصاحبه‌ای با شبکه تلویزیونی تپش گفت که همجنس‌گرا است و ترجیح می‌دهد تا «با یک مرد زندگی کند».  همسر سابق وی نیز در کتاب خود به موضوع همجنسگرایی وی اشاره کرده‌است.